# Edición colaborativa

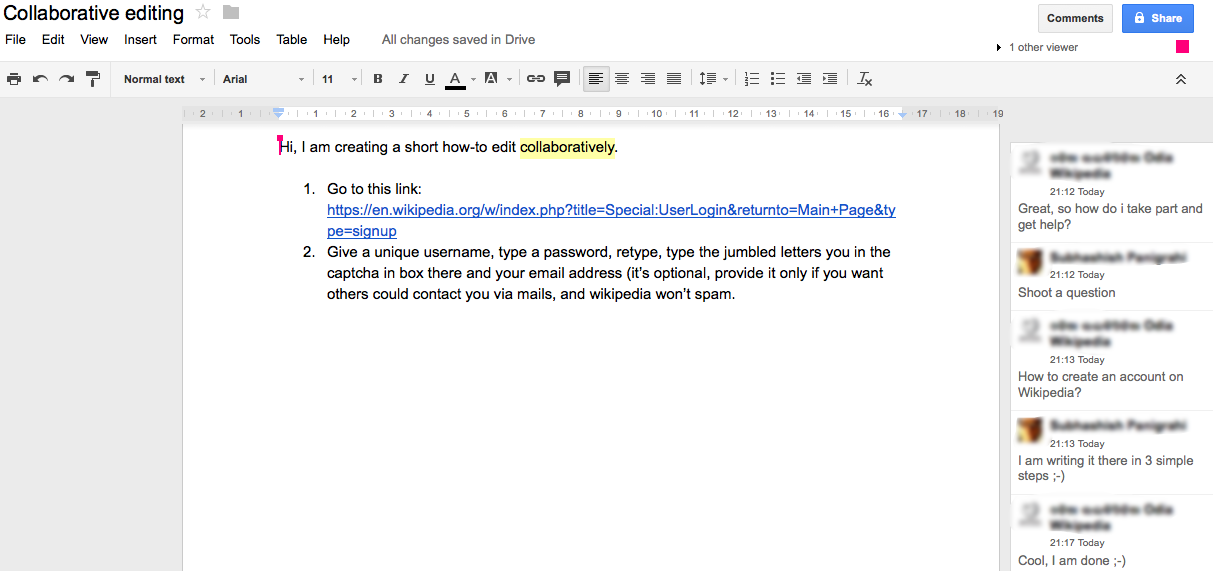
Edición colaborativa en Google Docs. Todos los usuarios conectados al documento pueden editar directamente su contenido, así como publicar comentarios en la barra lateral derecha.

La edición colaborativa es el proceso en el que varias personas editan un mismo documento de forma simultánea. Esta técnica puede reunir a expertos de distintas disciplinas y tiene el potencial de mejorar la calidad de los documentos.
Las buenas decisiones en cuanto a la conciencia de grupo, la participación y la coordinación son fundamentales para el éxito de la escritura colaborativa.

## Aspectos generales
Se puede organizar el proceso dividiendo la redacción en subtareas asignadas a cada miembro del grupo y realizando la primera parte de las tareas antes de proseguir con las siguientes, o bien trabajando juntos los miembros del grupo en cada tarea. La redacción se planifica, se realiza y se revisa, y al menos uno de estos pasos implica a más de una persona. Normalmente, las discusiones acerca de la estructura y del contexto del documento implican a todo el grupo.
Normalmente, este tipo de escritura se aplica a documentos de texto y códigos fuente programático. Las contribuciones asíncronas (es decir, no simultáneas) son muy eficientes en el tiempo, ya que los miembros del grupo no necesitan reunirse para trabajar juntos. Generalmente, la gestión de este tipo de trabajos requiere de un software, siendo las herramientas más comunes para editar documentos los wikis y, para programar, los sistemas de control de versiones. La mayoría de los procesadores de texto también son capaces de guardar cambios, lo que permite a los editores trabajar simultáneamente en un mismo documento mientras automáticamente queda claramente etiquetada la autoría de cada cambio. Los nuevos entornos de escritura como Google Docs proporcionan funcionalidades de escritura/edición colaborativa con control de revisiones y edición síncrona/asíncrona.
Wikipedia es un ejemplo de proyecto de edición colaborativa a gran escala, lo cual tiene tanto aspectos positivos como negativos. Debido a la cantidad de contribuciones por parte del público, Wikipedia tiene una de las más amplias gamas de contenido del mundo. Los desacuerdos editoriales pueden derivar en disputas de contenido y de conducta en Wikipedia. Asimismo, el acceso abierto también conduce al análogo en línea del grafiti, en que algunos editores agreguen información incorrecta o texto sin sentido, lo que se conoce internamente como vandalismo. La escritura colaborativa puede desembocar en proyectos más ricos y complejos que si fueran obra de una sola persona. Muchas comunidades de aprendizaje incluyen una o más tareas colaborativas. Sin embargo, escribir junto con otras personas también complica el proceso de escritura. Existe cada vez más literatura científica que investiga cómo la escritura colaborativa puede mejorar las experiencias de aprendizaje.
Una correcta administración de accesos puede evitar que se genere información duplicada. Los sistemas de administración de accesos requieren de acceso a un servidor, a menudo en línea. La colaboración en línea también puede complicarse debido a factores como los husos horarios.